# Firecell
Firecell est une entreprise française spécialisée dans la connectivité 5G, fondée en 2020 et basée à Nice,.

## Histoire
Claude Seyrat, Olivier Dhotel, Cedric Thienot et Ulla Saari, anciens d’Expway-Enensys et d’Orange, se sont réunis pour fonder Firecell en mai 2021 à la suite de l’ouverture des fréquences allouées aux réseaux privés mobiles dans plusieurs pays d’Europe, d’Amérique et d’Asie.
En mars 2022, Firecell a annoncé que le projet GEO-5G, soutenu par un consortium incluant sept autres sociétés (Stellantis, Axians, Euroutils, Miodex, TMF, AW2S et Sequans),, avait été retenu dans le cadre du plan d’accélération 5G du gouvernement,.
En mars 2024, Firecell annonce une levée de 6,6 millions d’euros en fonds propres auprès de Ventech et Matterwave Ventures, ainsi que le fonds Digital Venture de Bpifrance et de Bouygues Telecom Initiatives,.

## Distinctions
En 2022, Firecell remporte le 24ème Concours d’innovation d’i-Lab.
En Octobre 2022, Firecell a été nommé parmi les lauréats du programme d’excellence French Tech DeepNum20,.
Firecell fait partie de l'initiative French Tech 2030 dans la catégorie "Maîtrise des technologies numériques souveraines et sécurisées".
L’entreprise figure dans la sélection de Challenges des 100 start-up où investir en 2025.